# Canton de Reims-9
Le canton de Reims-9 est une circonscription électorale française située dans le département de la Marne et la région Grand Est.

## Géographie
Ce canton est organisé autour de Reims dans l'arrondissement de Reims.

## Histoire
Le canton de Reims-IX est créé par décret du 15 janvier 1982 scindant le canton de Reims-VII.
Par décret du 21 février 2014, le nombre de cantons du département est divisé par deux, avec mise en application aux élections départementales de mars 2015. Le Canton de Reims-9 est conservé et voit ses limites territoriales remaniées.

## Représentation

### Représentation avant 2015
| Période | Période      | Identité          | Étiquette | Qualité                                                                      |
| ------- | ------------ | ----------------- | --------- | ---------------------------------------------------------------------------- |
| 1982    | 1992         | Jean-Claude Laval | PS        | Agent SNCF                                                                   |
| 1992    | 1995 (décès) | Gilles Ferreira   | RPR       | Agent SNCF                                                                   |
| 1995    | 2011         | Jean-Claude Laval | PS        | Adjoint au maire de Reims Premier secrétaire de la fédération PS de la Marne |
| 2011    | 2015         | Virginie Coez     | PS        | Formatrice Ancienne adjointe au maire de Reims                               |

### Représentation après 2015
| Période élective | Période élective | Mandat | Mandat   | Identité            | Nuance | Nuance | Qualité |
| ---------------- | ---------------- | ------ | -------- | ------------------- | ------ | ------ | --- |
| 2015             | 2021             | 2015   | 2021     | Marie-Thérèse Picot |        | LR     | Assistante maternelle |
| 2015             | 2021             | 2015   | 2021     | Jean-Marc Roze      |        | DVD    | Chef d'entreprise, adjoint au maire de Reims Vice-Président du Conseil départemental (Finances - Rapporteur du budget) |
| 2021             | 2028             | 2021   | en cours | Marie-Thérèse Picot |        | LR     | Conseillère sortante Conseillère municipale de Reims, déléguée aux Seniors |
| 2021             | 2028             | 2021   | en cours | Jean-Marc Roze      |        | DVD    | Conseiller sortant Adjoint au maire de Reims, délégué aux Finances, à l’évaluation et à la prospective, rapporteur général du budget 1er vice-président chargé des Finances Président du conseil départemental (depuis 2023) |

À l'issue du 1er tour des élections départementales de 2015, deux binômes sont en ballotage : Marie-Thérèse Picot et Jean-Marc Roze (UMP, 31,78 %) et Yannick Martin et Roger Paris (FN, 29,54 %). Le taux de participation est de 44,67 % (5 902 votants sur 13 211 inscrits) contre 48,93 % au niveau départemental et 50,17 % au niveau national.
Au second tour, Marie-Thérèse Picot et Jean-Marc Roze (UMP) sont élus avec 64,74 % des suffrages exprimés et un taux de participation de 43,17 % (3 298 voix pour 5 703 votants et 13 211 inscrits).

## Composition

### Composition de 1982 à 2015

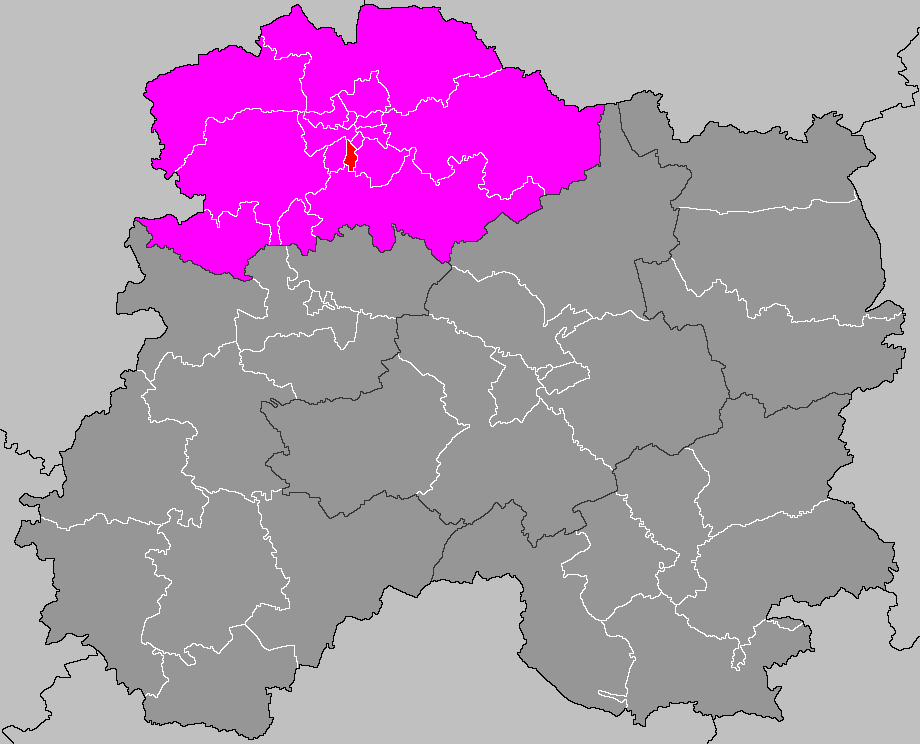
Situation du Canton de Reims-9 dans le département de la Marne avant 2015.

Lors de sa création, le canton de Reims-IX est composé de la portion de territoire de la ville de Reims déterminée par l'axe de l'avenue d'Épernay (depuis le boulevard Franchet-d'Esperay jusqu'à l'avenue du Maréchal-Juin), de la rue Raoul-Dufy, par les limites de la commune de Reims avec les communes de Bézannes, Villers-aux-Nœuds, Champfleury, Trois-Puits, Cormontreuil, par la voie ferrée Reims—Épernay (jusqu'au bout de l'avenue de Champagne) et par l'axe des voies ci-après : avenue de Champagne (jusqu'à la rue de Louvois), boulevard Barthou, boulevard du Président-Wilson, avenue du Général-de-Gaulle (jusqu'au boulevard Franchet-d'Esperay), boulevard Franchet-d'Esperay (jusqu'à l'avenue d'Épernay).
Il comprend donc les quartiers de Fayère, Maison-Blanche, Murigny et Wilson. Dans ces quartiers, le pourcentage de logements HLM dans le total des résidences principales s'élève à 69,1 % en 2007.

### Composition depuis 2015
| Nom                           | Code Insee | Intercommunalité | Superficie (km2) | Population (dernière pop. légale)                 | Densité (hab./km2) | Modifier                                    |
| ----------------------------- | ---------- | ---------------- | ---------------- | ------------------------------------------------- | ------------------ | ------------------------------------------- |
| Reims (bureau centralisateur) | 51454      | CU Grand Reims   | 46,90            | Fraction : 22 820 (2022) Commune : 178 478 (2022) | 3 806              | modifier les données · modifier les données |
| Canton de Reims-9             | 5119       |                  |                  | 22 820 (2022)                                     |                    | modifier les données                        |

Le canton est désormais composé de la partie de la commune de Reims non incluse dans les cantons de Reims-1, Reims-2, Reims-3, Reims-4, Reims-5, Reims-6, Reims-7 et Reims-8.

## Économie et société

### Emploi
En 2007, 37,6 % des actifs du canton sont des employés, 27,7 % des ouvriers et 22,7 % sont membres des professions intermédiaires. Les agriculteurs exploitants sont seulement 17 (soit 0,14 % des actifs). Les artisans, commerçants et cadres regroupent 10,6 % des actifs.
Le taux de chômage, avant la crise, est de 14,8 %. Il est supérieur de 4,3 points à la moyenne départementale. Par ailleurs, le canton compte un nombre important de non-diplômés parmi ses habitants de plus de 15 ans qui ne sont pas scolarisés.

## Démographie

### Démographie avant 2015
Le canton de Reims-9 se caractérise par une population importante de 24 293 habitants (en 2007) presque deux fois plus élevée que la moyenne départementale de 12 875 habitants par canton. Cependant, Reims-9 a perdu 10,88 % de sa population entre 1999 et 2007;
La population du canton est jeune. En effet, en 1999, la majorité de la population avait moins de 30 ans. En 2007, malgré un léger vieillissement, ils représentent toujours plus de 46 % des habitants soit presque dix points de plus que la moyenne régionale. Si les 30-59 ans sont aussi nombreux qu'aux niveaux départemental et régional, c'est parce que les personnes ayant 60 et plus ne pèsent que pour 13,6 % de la population contre 20 % dans la Marne et 21,7 % en Champagne-Ardenne.
En 2007, on dénombre 1 616 personnes de nationalité étrangère soit 6,7 % de la population du canton. Ce pourcentage a baissé d'environ un point entre 1999 et 2007.
| 1982 | 1990   | 1999   | 2006   | 2011   | 2012   |
| ---- | ------ | ------ | ------ | ------ | ------ |
| -    | 26 998 | 27 267 | 24 717 | 22 696 | 22 495 |

### Démographie depuis 2015
En 2022, le canton comptait 22 820 habitants, en évolution de −3,51 % par rapport à 2016 (Marne : −1,19 %, France hors Mayotte : +2,11 %).
| 2013   | 2018   | 2022   |
| ------ | ------ | ------ |
| 23 637 | 23 132 | 22 820 |